# Chawki Fakhouri
 (mai 2018).
Si vous disposez d'ouvrages ou d'articles de référence ou si vous connaissez des sites web de qualité traitant du thème abordé ici, merci de compléter l'article en donnant les références utiles à sa vérifiabilité et en les liant à la section « Notes et références ».
Chawki Fakhouri (1940-2004) est un homme politique libanais.
Très proche de l'ancien président Elias Hraoui, il occupera le poste de ministre d'État au Transport entre 1990 et 1992 dans le gouvernement de Omar Karamé, puis de ministre des Travaux publics dans l'éphémère cabinet de Rachid Solh en 1992 et enfin ministre de l'Agriculture entre 1995 et 1998 dans les gouvernements de Rafiq Hariri. Il sera aussi député grec-orthodoxe de Zahlé entre 1996 et 2000.
Il décède à la suite d'une maladie soudaine en 2001.